# 秀英駅
秀英駅（しゅうえいえき）は中華人民共和国海南省海口市に位置する中国国鉄海南東環鉄道の駅。海口～美蘭間の都市交通用の駅として開設された。

## 駅周辺
- 海口自動車販売地区

駅前広場は、ほぼ自動車販売店舗の自動車置き場と化している。

## 歴史
- 2010年12月30日 - 海南東環鉄道開業とともに都市交通用の駅として新設。
- 2019年7月1日 - 海口都市鉄道開業に伴い開業。

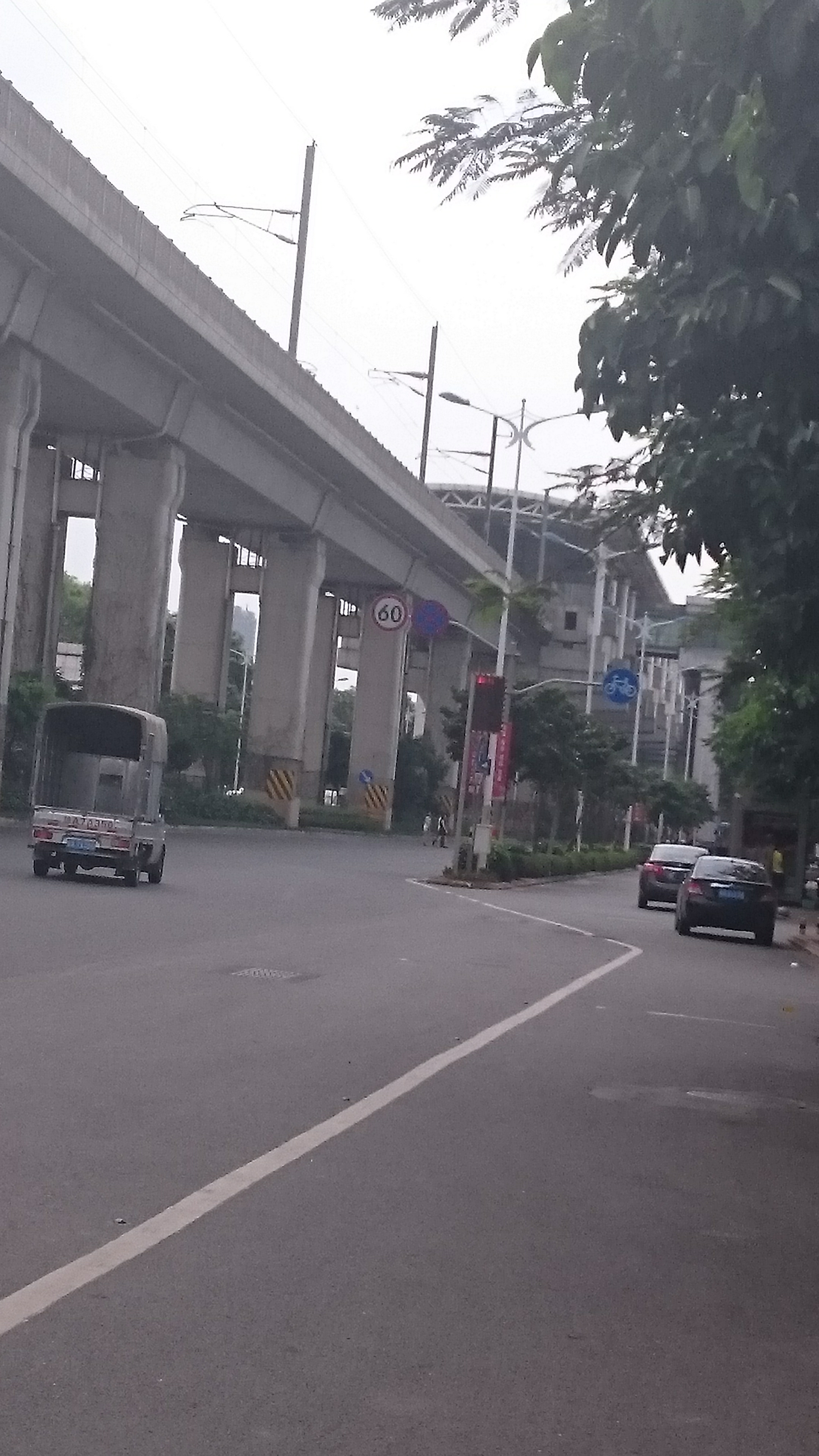
通りから見る秀英駅全景。
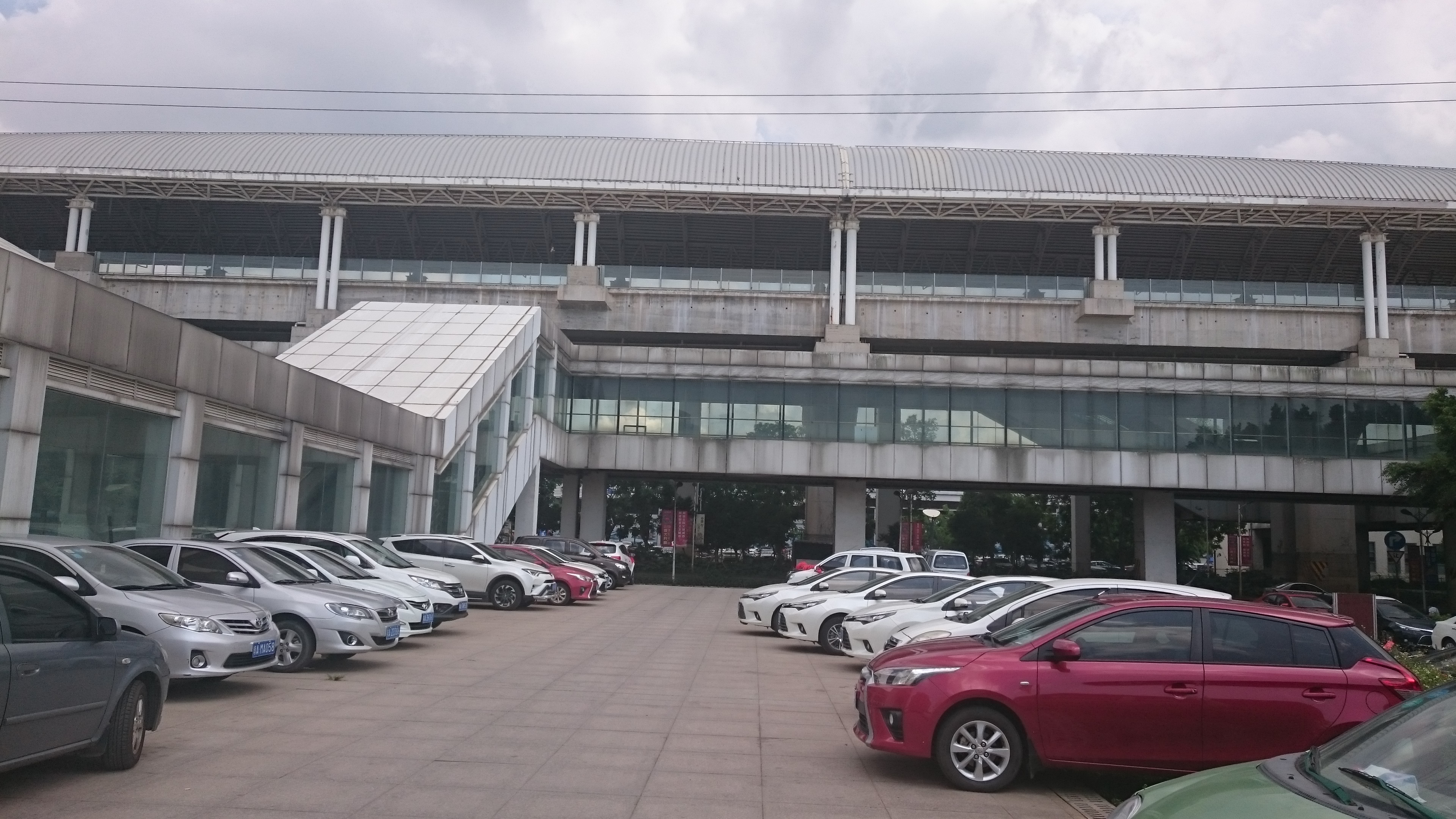
北側から見る秀英駅全景。自動車がたくさん停めてあるのが判る。

## 隣の駅
海南東環鉄道
高鉄
(全列車通過)
都市内鉄道
長流駅 - 秀英駅 - 城西駅